# Hephaestion auratum
Hephaestion auratum là một loài bọ cánh cứng trong họ Cerambycidae.